# Twoja siostra
Twoja siostra (fr. L'enfant d'en haut) – szwajcarsko-francuski dramat obyczajowy z 2012 roku w reżyserii Ursuli Meier. Zdjęcia kręcono w licznych miejscowościach kantonu Valais (Monthey, Massongex, Fully, Saxon, Verbier, Raron, Dorénaz).
Swoją światową premierę film miał 13 lutego 2012 roku w ramach konkursu głównego na 62. MFF w Berlinie, gdzie zdobył Wyróżnienie Specjalne. W Polsce pokazany został w ramach festiwalu Nowe Horyzonty. Obraz był oficjalnym szwajcarskim kandydatem do Oscara dla najlepszego filmu nieanglojęzycznego, ale ostatecznie nie uzyskał nominacji.

## Fabuła
Simon ma 12 lat. Na pierwszy rzut oka Louise jest od niego niewiele starsza. To rodzeństwo? Możliwe. Mieszkają w klaustrofobicznym mieszkaniu w bloku, położonym na obrzeżach narciarskiego resortu w Alpach szwajcarskich. Góry pokrywa gruba warstwa śniegu, poniżej widzimy zimne błoto. Louise przewraca się, kiedy pijana usiłuje wrócić do domu. Simon próbuje postawić ją na nogi. Ściąga przesiąknięte moczem spodnie i kładzie dziewczynę do łóżka. Potem jedzie do resortu. Podkrada tam sprzęt narciarski i sprzedaje go na wtórnym rynku, żeby zarobić na jedzenie.
Na pozór film Ursuli Meier ma wszystkie cechy społecznego dramatu, jednak portretowana przez nią rzeczywistość nagle pęka. Rozsadza ją od środka skrywana przez lata tajemnica. Czy ujawnionej prawdy można nie zaakceptować?

## Obsada
- Léa Seydoux jako Louise
- Kacey Mottet Klein jako Simon
- Gillian Anderson jako Kristin Jansen
- Martin Compston jako Mike
- Jean-François Stévenin jako Cook
- Yann Trégouët jako Bruno
- Gabin Lefebvre jako Marcus
- Dilon Ademi jako Dilon

i inni.